# Belt (Montana)
Belt é uma vila localizada no estado americano de Montana, no Condado de Cascade.

## Demografia
Segundo o censo americano de 2000, a sua população era de 633 habitantes. 
Em 2006, foi estimada uma população de 603, um decréscimo de 30 (-4.7%).

## Geografia
De acordo com o United States Census Bureau tem uma área de 
0,9 km², dos quais 0,9 km² cobertos por terra e 0,0 km² cobertos por água. Belt localiza-se a aproximadamente 1123 m acima do nível do mar.

## Localidades na vizinhança
O diagrama seguinte representa as localidades num raio de 36 km ao redor de Belt. 